# Mark Spitznagel
Mark Spitznagel (nacido el 5 de marzo de 1971) es un mánager de hedge fund, trader de acciones y materias primas y autor estadounidense. Spitznagel es conocido por su  "cobertura" (o "inversión de refugio seguro"), una apuesta altamente rentable en millones de dólares, derivados de la caída del mercado bursátil de 2008, y por haber presuntamente provocado el desplome del mercado de valores de 2010.

## Trayectoria
Spitznagel "ganó credibilidad en el mundo de la inversión al predecir dos rutas de mercado en la última década, primero en 2000 y luego en 2008", y también pronosticó el auge de las materias primas de la década de los 2000. A pesar de su reputación como "gurú financiero " y" uno de los más bajistas de Wall Street ", así como "uno de los inversores más grandes y audaces", Spitznagel sigue siendo un administrador de fondos de cobertura muy reservados, escribiendo o hablando muy vagamente sobre su inversión y siempre desviando preguntas sobre los detalles de sus posiciones y fondos.
Spitznagel es fundador, propietario y director de inversiones de la empresa multimillonaria de gestión de fondos de cobertura Universa Investments, LP, con sede en Miami, Florida. Antes de convertirse en un gestor de fondos de cobertura, Spitznagel había sido un trader independiente en la Junta de Comercio de Chicago y un operador privado en Morgan Stanley en Nueva York. Spitznagel tiene un postgrado en Matemáticas de la Universidad de Nueva York (el Instituto Courant de Ciencias Matemáticas) y un título universitario del Kalamazoo College.
Spitznagel construyó una gran granja en Míchigan, Idyll Farms, que apacienta cabras lecheras y produce un galardonado queso artesanal. Es el autor del libro de 2013 El Tao de Capital, llamado por la revista Forbes "uno de los libros más importantes del año, o de cualquier año para el caso".

## Universa Investments
En 2007, Spitznagel fundó el fondo de cobertura Universa Investments, donde es el director de inversiones, y que se especializa en sacar provecho de (y por lo tanto proporcionar un tipo de seguro contra) extremo riesgo de mercado. Universa "obtuvo una de las mayores ganancias en Wall Street durante la crisis financiera de 2008" (según CNBC), obtuvo un rendimiento superior al 100% y convirtió a Spitznagel en "una fortuna" según The Wall Street Journal.
Spitznagel ha dicho que apunta específicamente a retornos "muy desiguales" en su negociación (lo que Forbes ha llamado "una cadena de resultados mediocres interrumpidos ocasionalmente por años espectaculares") que dice "en última instancia, mantener alejados a los competidores". Ha comparado la paciencia y la disciplina necesarias para apostar en eventos raros a la del personaje de Hemingway, Santiago esperando lo que parece una eternidad para atrapar al pez espada.
Como Spitznagel describe así su enfoque:
   "Tendemos a perder la mayoría del tiempo, las pequeñas batallas o escaramuzas. Pero, finalmente, ganamos las guerras".

## Coberturas de caída
Spitznagel es pionero en la denominada inversión de "cobertura de caída", o "cisne negro", una estrategia de inversión destinada a proporcionar "protección similar a la de un seguro" contra las caídas del mercado de valores, generalmente al ser opciones de venta de acciones. Spitznagel considera que su estrategia de cobertura de caídas es "una forma menos convencional y algo más exótica" (así como también superior) de inversión segura. (Spitznagel dice que "se pasó la vida tratando de crear la mejor inversión de refugio seguro".) Aunque calificó su estrategia "en muchos aspectos funcionalmente equivalente" al oro como un refugio seguro, también ha afirmado (en un artículo de Barron's de 2016 ¿Cuál es el mejor refugio seguro para los inversores?) que la "protección explosiva y la no linealidad" de su estrategia lo convierten en "el único refugio seguro que es tan bueno como el oro" e incluso mejor que éste. (Según Spitznagel, los refugios seguros, como los bonos del Tesoro, el franco suizo, las acciones que pagan altos dividendos, los fondos de cobertura, las bellas artes y las tierras agrícolas de EE. UU. tienen un rendimiento muy bajo e incluso negativo, por lo que "simplemente no brindan ninguna protección segura".
Spitznagel se llama a sí mismo "un administrador de fondos de cobertura que realmente cubre a sus clientes". Esta es una idea pasada de moda en estos días de apostar en el próximo rescate de la Fed. "Describe su estrategia" altamente no lineal, similar a un seguro "que" explota en valor "en una crisis como una inversión que" ¿Es posible que pueda hacer algo arriesgado que de otro modo no haría? ". The New York Times describió la capacidad de los inversores de Universa para obtener ganancias incluso en un mercado alcista, y cómo la estrategia de Spitznagel permite a sus inversores asumir posiciones que a menudo no harían. Spitznagel ha dicho que "lo que hago no es solo jugar una buena defensa", sino "también jugar bien ofensivamente", y que su estrategia permite específicamente a sus inversores ser "responsablemente largos" en el mercado de valores. En un video de 2015 ("Spitznagel sobre la paradoja de mayores rendimientos con menor riesgo"), Spitznagel explica cómo la "asimetría" de sus pagos permite a sus inversores obtener buenos resultados "tanto en los mercados ascentes como en los descendentes", con menor riesgo. Como dijo Nassim Taleb:
   "Cuando se trata de invertir en este entorno, mi colega Mark Spitznagel lo articuló bien: los inversionistas tienen una opción simple entre perseguir a las acciones que tienen una probabilidad creciente de desplomarse o perderse los efectos continuos de las políticas en el corto plazo. La incorporación de una cobertura de caída minimiza el riesgo de caída, permitiendo que los inversores permanezcan invertidos en el tiempo sin arriesgarse a la ruina."
Spitznagel ha descrito lo que hace rebajando lo que llama el "impuesto de volatilidad" pagado por los inversores: "el impuesto oculto sobre una cartera de inversiones causado por la combinación negativa de grandes pérdidas de inversión".

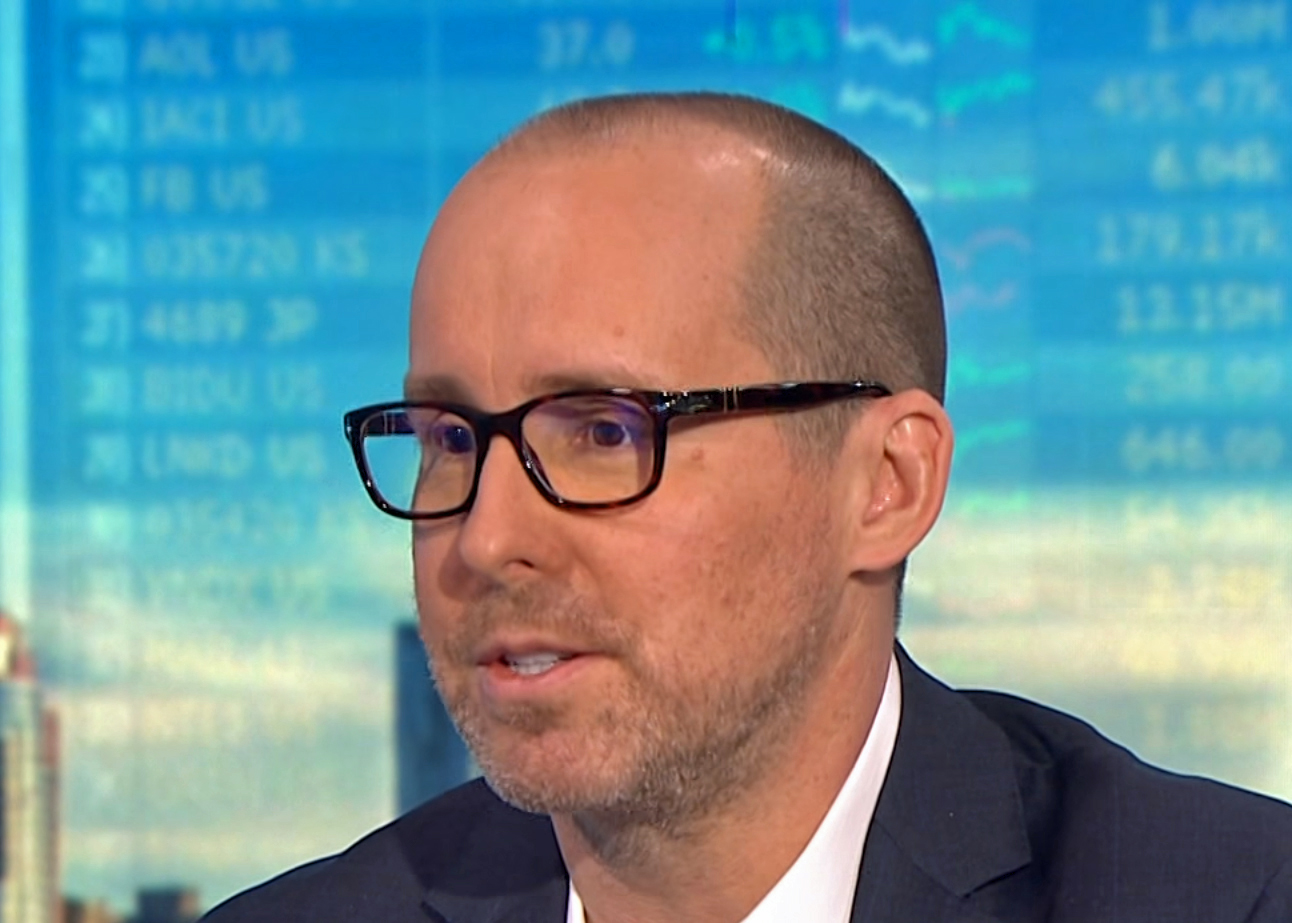
Mark Spitznagel.

Algunos han llamado a la estrategia de cobertura de caída de Spitznagel la inversión del "día del juicio final", para la cual, según Forbes, tiene muchos seguidores "imitadores". Se presume que Spitznagel emplea posiciones bajistas en acciones sobrevaluadas, sobre lo que ha respondido: "Es lamentable este aspecto de nuestro comercio en que ganamos en la desgracia de otros ", o "hacer lo inverso que Warren Buffett".
"La estrategia de Spitznagel surge de su escepticismo hacia los esfuerzos del gobierno por reactivar la economía". En su reticencia a discutir a sus fondos, ha estado "contento con las descripciones de que su fondo tuviera pequeñas pérdidas cada año mientras apostaba contra el mercado".
Para sacar provecho de las caídas del mercado, "siempre estoy en esta posición en la que me veo como un imbécil", ha dicho Spitznagel. "Los idiotas deberían ser Ben Bernanke y Alan Greenspan", debido a las acciones de la Reserva Federal que crean burbujas de activos, o por las formas en que la Fed interviene para evitar las consecuencias inevitables de esas burbujas. Spitznagel dice que básicamente ha estado invirtiendo contra la Reserva Federal y sus políticas monetarias durante toda su carrera, y ha llamado a los bancos centrales "la raíz de todos los males en el mercado".
The Wall Street Journal alegó que una gran compra de opciones de venta por parte de Spitznagel en los minutos previos al Flash Crash de 2010 (cuando el Dow perdió más del 9% de su valor durante el día) fue uno de sus desencadenantes principales (y por el cual Spitznagel fue citado por la Comisión de Bolsa y Valores de los Estados Unidos). Escribió un artículo de opinión del Wall Street Journal en su defensa.
En 1999, Spitznagel y el matemático financiero y autor Nassim Nicholas Taleb (que fue profesor de Spitznagel en NYU) crearon juntos el primer fondo de cobertura de caída, Empírica Capital, y "se convirtieron en socios, Spitznagel el trader disciplinado, Taleb el teórico más abstracto." Taleb pasó a popularizar el concepto de "cisne negro" en sus libros, mientras que Spitznagel llegó a fundar Universa y así modificar e implementar la estrategia, que se convirtió en una importante inversión de hedge funds. Taleb se unió a Spitznagel en Universa como Asesor Científico Distinguido. Taleb ha dicho: "Una cosa que Mark me enseñó fue que cuando alguien no tiene miedo de perder pequeñas cantidades, es casi invencible". "La cartera de Mark es robusta".
Irónicamente, Spitznagel es en gran medida indiferente al concepto de "eventos de cisnes negros". En un artículo de opinión del New York Times de 2015 titulado "El mito de los eventos del mercado del cisne negro", conectó todos los puntos culminantes similares de la Q- de Tobin desde 1900 (específicamente en 1905, 1929, 1936, 1968, 2000 y 2007) con el intervencionismo monetario pasado y las pérdidas subsiguientes del mercado de valores (de -19%, -85%, -36%, -29%, -44%, y -50%, respectivamente), lo que él llamó "perfectamente predecible, solo por la lógica económica", y por lo tanto implicó que se produciría otro colapso. Spitznagel ha dicho que un desplome "no es un cisne negro". Pero la razón por la que todavía lo llamaré un cisne negro es porque los mercados aún lo consideran un cisne negro ". Como escribió en El Tao del Capital:
   "El verdadero problema del cisne negro de las quiebras del mercado bursátil no se trata de un evento remoto que se considera imprevisible; más bien se trata de un evento previsible que se considera remoto. La gran mayoría de los participantes del mercado no esperan lo que deberían ser, en realidad, eventos perfectamente esperados."

## Desplomes del mercado de valores
En su discurso de apertura en la Cumbre Bloomberg Invest Nueva York 2017, Spitznagel dijo:
   "La actual manipulación histórica de los mercados por parte de los bancos centrales eventualmente tendrá que terminar de una manera u otra, aunque los banqueros centrales lucharán contra ello por las buenas o por las malas. Y ese final inevitablemente incluirá una caída del mercado histórica similar en muchos activos, y cuanto más esperemos, peor será. Ese es mi discurso de Cassandra, y de todos modos tal vez preguntarme si los mercados van a colapsar es como preguntarle a un peluquero si necesita un corte de pelo. Pero este mercado ha recorrido un largo camino sin cortar el cabello."
Sin embargo, Spitznagel rara vez ha hecho predicciones de caídas de mercado específicas. Incluso ha dicho que "tales esfuerzos son en gran medida irrelevantes" con su estrategia:
   "He estado haciendo esto durante veinte años y nunca ha sido mi trabajo predecir el comienzo de un desplome, elegir la parte superior del mercado, elegir el fondo del mercado. Mi trabajo siempre ha sido la mitigación de riesgos. Si necesita un pronóstico en su tesis de inversión para que le vaya bien, creo que lo está haciendo mal.
En 2013, dijo, con respecto al próximo desplome:
   "Creo que es probablemente ingenuo incluso pensar que podemos identificar tal cosa. Si la historia es una guía, deberíamos esperarlo más temprano que tarde. Pero, la historia no necesita ser una buena guía porque estamos en un experimento monetario de los que realmente no hemos visto antes."
Sin embargo, Spitznagel hizo públicamente varias avisos al mercado bursátil, tanto bajistas como alcistas:
   En junio de 2011, CNBC informó sobre una investigación de Spitznagel que predijo una inminente corrección del 20% en el índice bursátil S & P 500, y el S & P 500 posteriormente cayó en un 20% en cuatro meses.
   En su libro de 2013, Spitznagel describió vagamente la larga estrategia de equidad basada en el valor que emplea en su portafolio familiar.
   En una entrevista de Bloomberg TV en mayo de 2015 ("Conozca al gerente de inversiones más bajista del mundo"), Spitznagel se llamó a sí mismo "el administrador de inversiones más bajista que encontrará hoy". También llamó al mercado bursátil la segunda burbuja bursátil más grande en los últimos cien años. Pero Spitznagel también dijo que cualquier intento de reducir el mercado sería "explosivo" imprudente y, un mes después, abogó específicamente por "una asignación de acciones mucho mayor" emparejada con su estrategia de cobertura de caídas para también obtener ganancias de un mercado en alza. Dos meses después, según los informes, la estrategia de Spitznagel ganó 1 mil millones en la caída del mercado de valores de agosto de 2015.
   En junio de 2016, justo antes de que el mercado se recuperara de su caída por el Brexit para hacer nuevos máximos históricos, Spitznagel desestimó al Brexit como "un montón de temor", diciendo que "la descentralización del poder lejos de los planificadores centrales arrogantes es exactamente lo que el mundo necesita".

## Publicaciones
- Spitznagel, M. (2018) The Volatility Tax, (Universa website), February 2018
- Spitznagel, M. (2018) Bob Dylan como profeta económico, Mises Institute, January 17, 2018
- Spitznagel, M. (2017) Not all risk mitigation is created equal, Pensions & Investments, November 20, 2017
- Spitznagel, M. (2017) Por qué las criptodivisas nunca serán refugios seguros, Instituto Mises, August 14, 2017
- Spitznagel, M. (2017) The Part-Time Critics of Central Banks, Instituto Mises, July 14, 2017
- Spitznagel, M. (2017) What Is This “Neutral” Interest Rate Touted by the Fed?, Instituto Mises, January 3, 2017
- Spitznagel, M. (2016) Stock Surge Presents Risks for the Trump Administration, The New York Times, December 15, 2016
- Spitznagel, M. (2016) What’s the Best Safe Haven for Investors?, Barron’s, September 23, 2016
- Paul, R., Spitznagel, M. (2016) The Fed Is Crippling America, Time, January 10, 2016
- Spitznagel, M. (2015) Revisiting the ticking time bomb, Pensions & Investments, December 22, 2015
- Paul, R., Spitznagel, M. (2015) If Only the Fed Would Get Out of the Way, The Wall Street Journal, September 15, 2015
- Paul, R., Spitznagel, M. (2015) The Federal Reserve is Not Your Friend, Reason.com, August 20, 2015
- Spitznagel, M., Taleb, N.N. (2015) Another ‘Too Big to Fail’ System in G.M.O.s, The New York Times, July 13, 2015
- Spitznagel, M. (2015) The Myth of Black Swan Market Events, The New York Times, February 13, 2015
- Spitznagel, M., Yarckin, B., Mann, C. (2015) Capital asset pricing mistakes: Consistent opportunities in tail hedged equities, Pensions & Investments, January 18, 2015
- Paul, R., Spitznagel, M. (2014) Americans Must Choose Non-Intervention for Peace, Prosperity, Voices of Liberty, August 26, 2014
- Taleb, N.N., Spitznagel, M. (2014) Inequality, Free Markets, and Crashes, National Review, May 31, 2014
- Spitznagel, M. (2013) The Dao of Capital: Austrian Investing in a Distorted World. New York: John Wiley & Sons. ISBN 978-1-1183-4703-4.
- Spitznagel, M. (2013) An Economy-Suffocating American Battle: Our Present Vs. Future Selves, Forbes, November 4, 2013
- Spitznagel, M. (2013) Interventionist Policies Cause Of, Not Cure For, Busts, Investor’s Business Daily, October 7, 2013
- Spitznagel, M. (2013) How to Prevent a Market Crisis, Institutional Investor, September 5, 2013
- Spitznagel, M. (2013) Zero Rates Take Investors Down A Dangerous Path, Forbes, August 12, 2013
- Spitznagel, M. (2012) How the Fed Favors The 1%, The Wall Street Journal, April 19, 2012
- Spitznagel, M. (2011) Christmas Trees and the Logic of Growth, The Wall Street Journal, December 23, 2011
- Spitznagel, M. (2011) Bernanke Ups the Ante, The New York Times, October 4, 2011
- Spitznagel, M., Taleb, N.N. (2011) The Great Bank Robbery, Project Syndicate, September 2, 2011
- Spitznagel, M. (2011) All About the Benjamins, The Wall Street Journal, March 30, 2011
- Spitznagel, M. (2010) The Fed and the May 6 'Flash Crash', The Wall Street Journal, May 28, 2010
- Spitznagel, M. (2009) The Man Who Predicted the Depression, The Wall Street Journal, November 7, 2009
- Taleb, N.N., Golstein, D.G., and Spitznagel, M. (2009) The Six Mistakes Executives Make in Risk Management, Harvard Business Review, October, 2009
- Taleb, N.N., Spitznagel, M. (2009) Time to tackle the real evil: too much debt, Financial Times, July 13, 2009